# Bolivaia brevida
Bolivaia brevida är en insektsart som beskrevs av Delong 1982. Bolivaia brevida ingår i släktet Bolivaia och familjen dvärgstritar. Inga underarter finns listade i Catalogue of Life.